# جوجنغ (قلعة أصغر)
جوجنغ (بالفارسية: جوجنگ) هي قرية تقع في إيران في ناحية لاله زار. يقدر عدد سكانها بـ 210 نسمة بحسب إحصاء 2016.